# Abbaye d'Attel
 (octobre 2022).
L’abbaye d'Attel est une abbaye bénédictine à Attel, village aujourd'hui incorporé à Wasserburg am Inn.

## Histoire

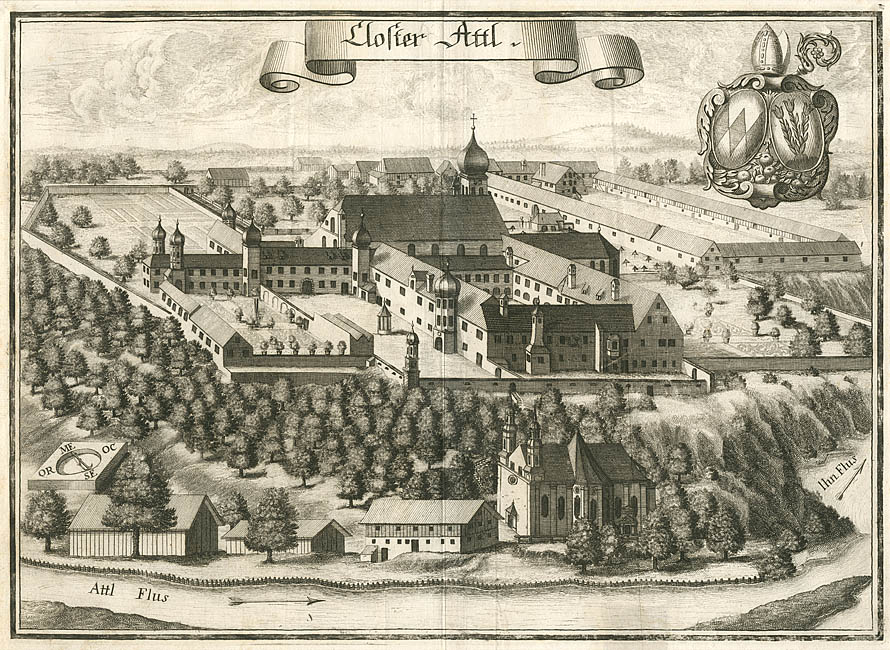
Michael Wening, gravure dans Topographia Bavariae, vers 1700.

Une première abbaye bénédictine, dédiée à Marie et Michel, est fondée par le comte Arnold von Diessen-Andechs vers 1037, mais disparaît par la suite. En 1137, l'abbaye est restaurée par le comte Engelbert von Limburg (de). L'apogée commence au milieu du XVe siècle, lorsqu'en 1452 la réforme de Melk (de) est introduite à Attel depuis Tegernsee. Vers 1478 ou 1482, un nouvel autel principal est commandé, il se trouve maintenant dans la galerie d'art du château de Burghausen (de) et a été attribué au peintre de la cour de Landshut Sigmund Gleismüller. En 1509, la tombe du donateur est érigée.
En 1803, l'abbaye est dissoute dans le cadre de la sécularisation. Les bâtiments conventuels sont soit démolis, soit acquis par des particuliers. En 1874, les Frères Charitables (de) reprennent les bâtiments restants, dans lesquels ils soignent les personnes handicapées. En 1905, le monastère subit une modernisation fondamentale. De plus, l'aile est reçoit une extension.
Pendant la Seconde Guerre mondiale, les nazis confisquent l'abbaye d'Attel et en font un hôpital de la Wehrmacht. Les quelque 230 personnes handicapées hébergées à Attel sont emmenées au château de Hartheim, où elles sont gazées. Après la fin de la guerre, les bâtiments du monastère servent de centre de détention pour les réfugiés de guerre. En 1950, le lieu accueille à nouveau des handicapés.

## Église
Sous l'abbé Cajetan Scheyerl, de 1703 à 1723, la basilique romane à trois nefs du XIIe siècle est démolie par Thomas Mayr à partir de 1713 et remplacée par un nouvel édifice baroque. L'église abbatiale, consacrée en 1715, est meublée dans le style rococo par l'abbé Nonnosus Moser (e 1723 à 1756. Une rénovation a lieu en 1977 et 1978.
Le grand espace de la salle sur cinq axes a un chœur en hémicycle escamoté et une clocher nord avec une lanterne couplée. À l'ouest, l'avant-travée possède un portail en tuf et une tribune d'orgue. Dans l'espace de la salle, entre les piliers des murs, se trouvent des salles de chapelle voûtées d'arêtes au sous-sol et des galeries transversales voûtées en berceau à l'étage supérieur. La nef a un berceau à lunette avec des arcs en ceinture sur des pilastres. L'église est stuquée en 1715 par Benedikt Zöpf avec des formes d'ornement géométriques avec des rosaces, des guirlandes et des vrilles d'acanthe. Les stucs des chapelles latérales sont influencés par Johann Baptist Zimmermann.
Le maître-autel de 1731 montre la pièce La Femme de l'Apocalypse du frère Leander Laubacher, une copie du peintre Peter Paul Rubens. Sur le côté se trouvent les figures de Benoît et Scholastique. Dans l'extrait, il y a un groupe de personnages avec Michel. L'image du tabernacle montre la Trinité. Le grand autel de Constantin Pader (de) (1665) se dresse dans la baie orientale. Il montre un crucifix de grâce du XIIIe siècle avec les figures de Jean l'Évangéliste et Madeleine et dans l'extrait Dieu le Père avec le globe. Les autels latéraux sont tous créés vers 1715 et montrent principalement des images du frère Sebastian Zobl.